# Jean-Claude Chamboredon
Jean-Claude Chamboredon (Var, outubro de 1938 - 30 de março de 2020) foi um sociólogo francês. 

## Biografia
Chamboredon se formou na École normale supérieure em Paris,  iniciou no curso de letras clássicas, porém o abandou para ingressar nas ciências sociais e posteriormente trabalhou ao lado de Pierre Bourdieu até 1981. Com Bourdieu e Jean-Claude Passeron, Chamboredon escreveu "Le Métier de sociologue" em 1967. Além de seus vários trabalhos sociológicos, Chamboredon traduziu "Langage et classes sociales" de Basil Bernstein para o francês. 

## Morte
Jean-Claude Chamboredon morreu em 30 de março de 2020 aos 81 anos de idade.

## Publicações
- Un art moyen. Ensaios sobre os usos sociais da fotografia (1965)
- O Método do Sociólogo (1967)
- Desenvolvimento econômico e mudança social. Classe social e mudança social (1974)
- A Filosofia da História e das Ciências Sociais (2005)
- Jeunesses et classes sociales (2015)
- Territórios, cultura e classes sociais (2019)